# Apamea desegaulxi
Apamea desegaulxi là một loài bướm đêm trong họ Noctuidae.